# Sascha Zeus
Sascha Zeus, eigentlich Wolfgang Zeus (* 18. Mai 1957 in München), ist ein deutscher Radiomoderator, Comedian und Autor.

## Wirken
Zeus ist Radiomoderator, der bei Radio Gong 96.3 in München anfing und 1988 zum Sender SWF3 wechselte. Dort moderierte er zusammen mit seinem Kollegen Michael Wirbitzky die Frühsendung SWF3 On.
Nach der Fusion von SWF und SDR zum SWR im August 1998 moderierte Wirbitzky zusammen mit Sascha Zeus im Zwei-Wochen-Rhythmus die SWR3-Morningshow bis Dezember 2023. Im Zusammenspiel mit Wirbitzky spielt Zeus dabei die Rolle des bayrischen Gutmütigen. Diese Rollenverteilung wird besonders hervorgehoben, wenn Zeus Figuren wie „Wetterbauer Zeusinger“ oder „Kathrin Vierthaler“ spielt.
Seit 15. Januar 2024 moderieren beide zusammen die Nachmittagssendung SWR3 MOVE.
2009 hatte er zusammen mit Michael Wirbitzky einen Gastauftritt als SWR3-Radiomoderator in dem Tatort Kassensturz.
2011 erhielt Zeus zusammen mit Michael Wirbitzky den Deutschen Radiopreis in der Kategorie Beste Morgensendung.

## Comedy-Serien
Er ist an mehreren Comedy-Radioserien beteiligt:
- Bei Gerda (53 Folgen)
- Blaubär und Blöd
- SWR3Minuten – Das Studio zu den Olympischen Spielen 2008
- SWR3Minuten – Das Studio zur Fußball-EM 2008
- SWR3Minuten – NATO-Gag-Quartier
- Gagtory
- Gagtory 2 – Umfufu kommt
- Die Landärztin Dr. Marianne 0/13
- Die Landärztin Dr. Marianne 0/14
- Brutal mit Zeuser und Wirbitzle (Frontal mit Hauser und Kienzle)
- Peter Gedöns aus Bonn
- Taxi Sharia
- Zwei am Zaun
- Nix verstehn in Athen (anlässlich der Olympischen Sommerspiele 2004 in Athen, auch im ARD-Fernsehen)
- Nix geling in Peking (zu den Olympischen Spielen 2008 in Peking)
- WM-Alarm mit Alarmarzt Meyer-Wohlfühl
- Dandy van Dünkel
- Der Club der toten Platten
- Wetterbauer Zeusinger
- In welcher Welt leben wir eigentlich?
- Der einzige Radiomoderator mit dem schwarzen Gürtel in Geschichte
- Kathrin Vierthaler
- Der große Houdini
- Die 250 schlechtesten Mozartwitze (anlässlich des 250. Geburtstages von Wolfgang Amadeus Mozart)
- Der Sattelfest-Report (Hans Günter Sattelfest)
- SWR2 Radionovela – „Mode, Models und Moneten – Der unaufhaltsame Aufstieg der Karin Keks“ (Autor und Sprecher)
- App Sepp
- Old Plapperhand und sein weiß-blauer Bruder
- Erklärbär
- Relaxa und ich
- Bares für Hohles (Parodie auf Bares für Rares)

## Bücher
- Sascha Zeus, Michael Wirbitzky: Fieses Mobbing in 11 leichten Lektionen. Die besten Tipps für ein Leben ohne Freunde, Ehrenwirth (2005) ISBN 3-431-03642-2
- Sascha Zeus, Michael Wirbitzky: Ich, Artur, Zwei Tickets., Lübbe (2006), ISBN 978-3-404-15484-5
- Sascha Zeus, Michael Wirbitzky: Die Tagung – Chaos ist Chefsache, Lübbe (2008), ISBN 978-3-404-60602-3
- Sascha Zeus, Michael Wirbitzky: Waschlappen. Bastei Lübbe, Köln 2009, ISBN 978-3-785-76020-8
- Sascha Zeus, Michael Wirbitzky: Kreuz und Quer: Mit Wirby und Zeus durch Australiens Outback, Hörbuch. geophon, Berlin 2010, ISBN 978-3-936-24763-3